# 하네스 벡만

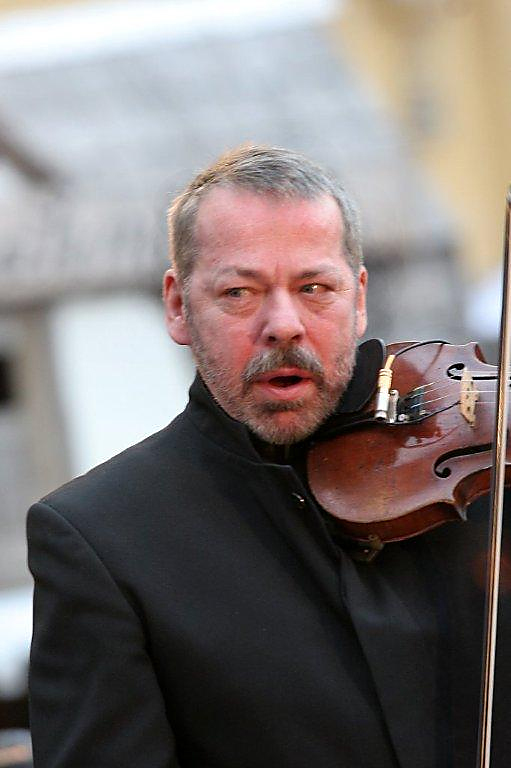

하네스 벡만(Hannes Beckmann, 1950년 - 2016 )은 독일의 재즈 바이올린 연주자, 밴드 리더이자 작곡가이다.

## 삶
증조할아버지로부터 바이올린을 배운 후, 뒤셀도르프 음악원에서 공부했다. 1970년부터 4년동안 뮌헨에서 작곡을 공부했다.